# Aurimas Vertelis
Aurimas Vertelis (ur. 6 września 1986) – litewski piłkarz grający na pozycji pomocnika w Ekranasie Poniewież, do którego trafił na początku 2011 roku. Ma także na koncie jeden występ w reprezentacji Litwy (stan na 29 marca 2013). W kadrze zadebiutował w 2012 roku.